# Zeldia odontocephala
Zeldia odontocephala är en rundmaskart. Zeldia odontocephala ingår i släktet Zeldia och familjen Cephalobidae. Inga underarter finns listade i Catalogue of Life.